# 樱花园
樱花园社区是北京市朝阳区和平街街道北部的一个社区。位于北土城公园以南、望和铁路桥以西、樱花西街以东、北三环东路以北。面积1.2平方公里，有居民1万人。
辖区内有：中日友好医院、北京化工大学、北京中医药大学、北京服装学院。